# 10th Frame
10th Frame è un videogioco di bowling sviluppato e pubblicato in America da Access Software e pubblicato in Europa da U.S. Gold nel 1986, a seguito del grande successo di Leaderboard. Il videogioco è stato pubblicato per diversi computer: Amstrad CPC, Atari ST, Commodore 64, MSX, MS-DOS e ZX Spectrum. Era prevista anche una versione per NES ma poi fu annullata.

## Modalità di gioco
Il videogioco presenta tre gradi di difficoltà: Kids, Amateur e Professional. Nel gioco è possibile organizzare un torneo di bowling fino a otto giocatori. Il gameplay è quello di un normale videogioco di bowling, in cui il giocatore deve ottenere il maggior numero di punti facendo strike. Il punteggio del giocatore compare sopra la corsia. Il giocatore ha la possibilità di spostarsi a destra o a sinistra, dopodiché dovrà iniziare la rincorsa per lanciare la palla. Proprio come in Leaderboard, anche in questo gioco è presente un misuratore di potenza.